# Большой минорный септаккорд
Большо́й мино́рный септакко́рд — септаккорд, состоящий из малой, большой и большой терций, образующийся с помощью добавления к малому трезвучию большой терции.

## Общие сведения

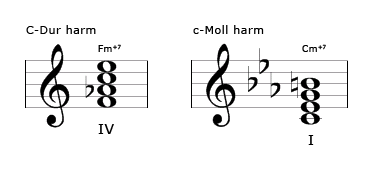
Большой минорный септаккорд в гармоническом миноре и гармоническом мажоре

Поскольку между терцовым и септимовым тонами большого минорного септаккорда образуется увеличенная квинта, данное созвучие возможно только в гармоническом виде мажора и минора (см. Характерные интервалы). В ладу структурно большим минорным септаккордом является субдоминантовый септаккорд гармонического мажора (IV7гарм.) и тонический септаккорд гармонического минора (I7гарм.).
Считается, что минорные септаккорды звучат мягче простых минорных аккордов, и имеют характерную джазовую окраску.
В эстрадно-джазовой цифровке большой минорный септаккорд обозначается как m+7.

## Обращения
Обращениями большого минорного септаккорда являются квинтсекстаккорд, терцквартаккорд и секундаккорд, состоящие из малых и больших терций, а также малой секунды, являющейся обращением большой септимы.
| Интервальное строение обращений большого минорного септаккорда | Интервальное строение обращений большого минорного септаккорда | Интервальное строение обращений большого минорного септаккорда |
| -------------------------------------------------------------- | -------------------------------------------------------------- | -------------------------------------------------------------- |
| Основной аккорд                                                | большой минорный септаккорд                                    | м. 3+ б. 3 + б. 3                                              |
| Первое обращение                                               | большой минорный квинтсекстаккорд                              | б. 3 + б. 3 + м. 2                                             |
| Второе обращение                                               | большой минорный терцквартаккорд                               | б. 3 + м. 2 + м. 3                                             |
| Третье обращение                                               | большой минорный секундаккорд                                  | м. 2 + м. 3 + б. 3                                             |
Например, большой минорный септаккорд, построенный от звука до, и его обращения содержат звуки до, ми-бемоль, соль и си, и звучат как одновременно взятые минорное трезвучие от звука до и увеличенное трезвучие от звука ми-бемоль.

## В классической музыке
Большой минорный септаккорд появляется в классической музыке, но он используется больше в период позднего романтизма, чем в эпоху классицизма и барокко. Однако пример этого аккорда можно найти в последнем такте «Страстей по Матфею» Иоганна Себастьяна Баха. Септаккорд возникает на первой, сильной доле, но разрешается в до минор. Музыковед Джон Элиот Гардинер характеризует этот аккорд как «неожиданный и почти мучительный диссонанс <…> инструменты настаивают на звучании резкого септаккорда, прежде чем в конечном итоге раствориться в каденции».

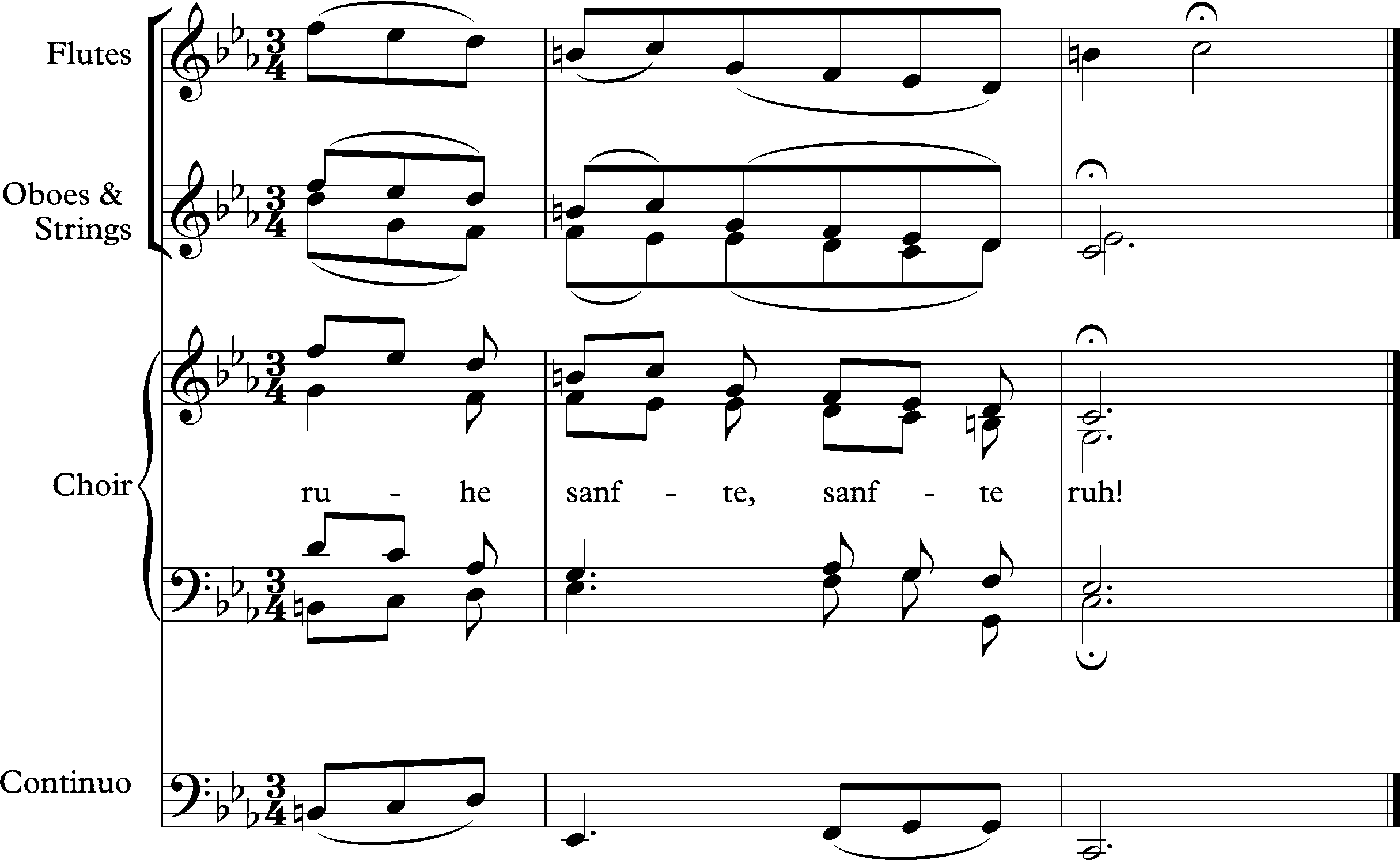
Последние такты «Страстей по Матфею»